# Libro di Sofonia
Il Libro di Sofonia (ebraico צפניה, zefanyàh; greco Σοφονίας, Sophonìās; latino Sophonias) è un testo contenuto nella Bibbia ebraica (Tanakh) e cristiana.
È scritto in ebraico e la redazione del libro è avvenuta nel
Regno di Giuda presumibilmente tra il 630 ed il 609 a.C. circa, come si può dedurre dai primi 4 versetti del libro, ove si dice che l'autore visse al tempo di Giosia.
È composto da 3 capitoli e contiene vari oracoli del profeta Sofonia contenenti in particolare esortazioni agli Ebrei, giudizio delle nazioni, promessa di restaurazione.

## Tematica
Vi si annuncia la venuta del giorno di Jahvè e del suo giudizio per il popolo ebraico che ha seguito dei pagani ed ha commesso delle cattive azioni. Anche le nazioni vicine devono subire un giudizio, come i Filistei, i Moabiti, gli Etiopi e gli Assiri.
Solamente gli umili e i modesti resteranno vivi e sicuri sotto la protezione di Dio.
(So 3,12-13)

## Considerazioni e contenuto
L'introduzione del libro situa l'azione di Sofonia nell'epoca di Giosia; la maggior parte dei commentatori riconosce la sua predicazione come idonea ad essere situata nella prima parte del regno di Giosia. Non vi è traccia infatti della decadenza dell'impero assiro e non si fa cenno della riforma attuata dal re Giosia.
I costumi stranieri hanno ripreso il sopravvento tra il popolo cancellando ogni traccia della riforma del re Ezechia (Sof. 1,8), si pratica il culto degli astri e l'idolatria; vi sono apostati (1,4). La violenza è esercitata dai potenti del regno (1,8-11; 3,3) principi, sacerdoti giudici e profeti sono divenuti degli oppressori (3,3-4).
La citazione di alcuni luoghi fa supporre che il luogo della predicazione del profeta sia stato Gerusalemme (1,10-11). Lo stile del messaggio è in perfetta continuità con quello dei profeti del sud. Come Amos e Isaia si concentra sul "residuo del popolo", sul "Giorno del Signore", su peccato e castigo.
Il giorno del Signore è il momento in cui Dio vendica il Suo popolo, decreta il suo destino, lo salva come ai tempi dell'Esodo e ne rinnova i prodigi spaventosi contro le nazioni nemiche. Il messaggio però travalica lo stretto quadro della storia in quanto predice un cataclisma cosmico, un giorno di collera e di distruzione.
Un giudizio che toccherà non solo gli uomini e le loro civiltà ma tutto ciò che vive sulla terra, tema che sarà ripresentato nell'Apocalisse giovannea.
Il primo capitolo parla come in futuro il mondo si riempirà di corrotti.
Il secondo capitolo esorta il popolo ebraico a ricercare la giustizia e l'umiltà.
Il capitolo terzo parla della venuta del Messia quando tutte le nazioni si raduneranno per il combattimento. Ma infine il Signore regnerà in mezzo ad esse.

## Influssi
Il piccolo libro di Sofonia ha avuto un influsso limitato. Viene citato una sola volta nel Nuovo Testamento (cfr. Mt 13,41).
Quasi sicuramente, l'apostolo Giovanni si è ispirato al profeta in questione per la redazione dell'Apocalisse, testo sacro per i cristiani, nel quale si annunzia la vittoria di Cristo sugli empi e su Satana in termini simili a quelli di Sofonia.
La descrizione del giorno di Jahvè (So 1,14-18) ha ispirato la composizione dell'inno latino Dies irae.